# Lester Lane
Lester E. Lane (Purcell, Oklahoma, 6. ožujka 1932. – Norman, Oklahoma, 6. rujna 1973.) bio je američki profesionalni košarkaš. Igrao je na poziciji razigravača te je s reprezentacijom SAD-a osvojio zlatnu medalju na Olimpijskim igrama u Rimu 1960. godine.

## Karijera
Pohađao je sveučilište Oklahoma te je bio startni razigravač momčadi, a tijekom svoje sveučilišne karijere postigao je 1,180 poena. Nakon sveučilišta, Lane je igrao u nižerazrednoj AAU ligi za momčad Whicita Vickersa s kojima je 1958. osvojio državni naslov. Dvije godine kasnije, Lane je sudjelovao na Olimpijskim igrama u Rimu te je osvojio zlatnu medalju. U proljeće 1973. godine, Lane je preuzeo mjesto glavnog trenera sveučilišta Oklahoma, ali sa svojom momčadi nije uspio odraditi niti jedan trening jer je, nekoliko dana prije, pretrpio srčani udar od kojeg je kasnije i preminuo.

## Vanjske poveznice
- Profil  Arhivirana inačica izvorne stranice od 6. veljače 2012. (Wayback Machine) na Sports-Reference.com
- Profil na DatabaseOlympics.com